# Département de Guachipas
Le département de Guachipas est une des 23 subdivisions de la province de Salta, en Argentine. Son chef-lieu est la ville de Guachipas.
Le département a une superficie de 640 km2. Sa population s'élevait à 3 211 habitants en 2001.

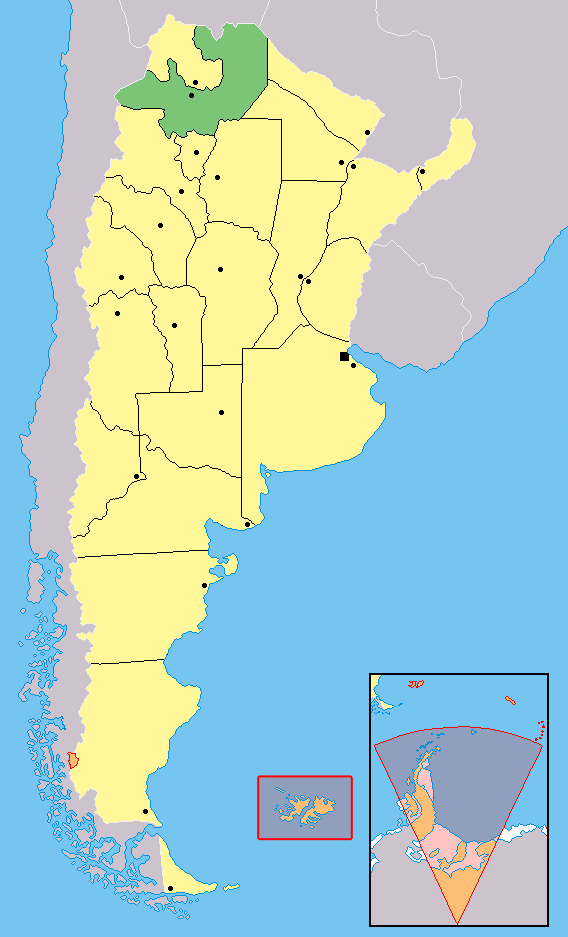
Localisation de la province de Salta en Argentine